# Hyles oberthuri
Hyles oberthuri är en fjärilsart som beskrevs av Banderm. 1911. Hyles oberthuri ingår i släktet Hyles och familjen svärmare. Inga underarter finns listade i Catalogue of Life.